# Brad Bufanda
Brad Bufanda (* 4. Mai 1983 in Upland, Kalifornien als Fred Joseph Bufanda III; † 1. November 2017 in Los Angeles, Kalifornien) war ein US-amerikanischer Schauspieler, der vor allem durch seine Rolle als Felix Toombs aus der Serie Veronica Mars Bekanntheit erlangte.

## Leben und Karriere
Brad Bufanda stammte aus dem Orange County in Kalifornien, wo er 2001 die El Toro Highschool abschloss. Seine Schauspielkarriere begann im Jahr 1995, als er einen Auftritt in der Serie ABC Weekend Specials hatte. Es folgten bald weitere Serienauftritte, die er auch schon während der Schulzeit wahrnahm, so etwa in Roseanne oder Echt super, Mr. Cooper. Von 2002 bis 2003 spielte er eine kleine Rolle in der Seifenoper Zeit der Sehnsucht, bevor Auftritte in CSI: Miami, Boston Public und Malcolm mittendrin folgten.
Von 2004 bis 2006 war Bufanda wiederkehrend als Felix Toombs in der Serie Veronica Mars zu sehen. Durch diese Rolle erlangte er wohl den größten Bekanntheitsgrad, auch wenn er später in der Serie Co-Ed Confidential eine größere Rolle übernahm. Seine letzte zu Lebzeiten veröffentlichte Rolle spielte er im Jahr 2012, als er in dem Film The Grief Tourist zu sehen war. Postum sollen noch zwei weitere Produktionen, an denen er beteiligt war, veröffentlicht werden.
Am 1. November 2017 beging Bufanda im Alter von 34 Jahren Suizid, indem er von einem Hochhaus im Park-La Brea-Wohnkomplex sprang. Nahe der Leiche wurde ein Abschiedsbrief gefunden, in dem er seine Eltern erwähnte und wichtigen Menschen in seinem Leben dankte.

## Filmografie (Auswahl)
- 1995: ABC Weekend Specials (Fernsehserie, Episode eine Episode)
- 1995: Roseanne (Fernsehserie, Episode 8x08)
- 1997: Pocket Ninjas
- 2001: Emeril (Fernsehserie, Episode 1x06)
- 2002: Eben ein Stevens (Even Stevens, Fernsehserie, Episode 3x10)
- 2002: Dismissed (Fernsehserie, eine Episode)
- 2002–2003: Zeit der Sehnsucht (The Young and the Restless, Fernsehserie, 5 Episoden)
- 2003: Miracles (Fernsehserie, Episode 1x05)
- 2003: CSI: Miami (Fernsehserie, Episode 2x05)
- 2003: Boston Public (Fernsehserie, Episode 4x06)
- 2003, 2005: Malcolm mittendrin (Malcolm in the Middle, Fernsehserie, 2 Episoden)
- 2004: Cinderella Story
- 2004: Debating Robert Lee
- 2004–2006: Veronica Mars (Fernsehserie, 10 Episoden)
- 2008: Stone & Ed
- 2008–2010: Co-Ed Confidential (Fernsehserie, 39 Episoden)
- 2011: Bird Dog (Fernsehfilm)
- 2012: The Grief Tourist